# Amazonsaurus
Amazonsaurus („amazonský ještěr“) je rod diplodokoidního sauropoda, žijícího ve spodní křídě (asi před 118 až 110 miliony let) na území dnešní Jižní Ameriky.

## Popis
Amazonsaurus zřejmě patřil mezi relativně malé sauropody, jeho délka zřejmě nepřesahovala 12 metrů a hmotnost 5 tun. Amazonsaurus byl objeven a posán v roce 2003 v Brazílii. Rod i druh popsali paleontologové Ismar de Souza Carvalho a Leonardo dos Santos Avilla, spolu se svým argentinským kolegou Leonardem Salgadem.

## Systematické zařazení
Amazonsaurus byl zástupcem čeledi Rebbachisauridae. Mezi jeho blízké příbuzné patřily rody Comahuesaurus, Histriasaurus, Katepensaurus, Lavocatisaurus, Rayososaurus a některé další.